# Hoa hậu Chuyển giới Quốc tế 2015
Hoa hậu Chuyển giới Quốc tế 2015 là cuộc thi Hoa hậu Chuyển giới Quốc tế lần thứ 11 được tổ chức tại Pattaya, Thái Lan vào ngày 10 tháng 11 năm 2015. Hoa hậu Chuyển giới Quốc tế 2014 - Isabella Santiago đến từ Venezuela đã trao lại vương miện cho người kế nhiệm, cô Trixie Maristela đến từ Philippines.

## Kết quả
| Kết quả                          | Thí sinh |
| -------------------------------- | --- |
| Hoa hậu Chuyển giới Quốc tế 2015 | - #14 Philippines - Trixie Maristella |
| Á hậu 1                          | - #20 Brazil - Valesca Dominik Ferraz |
| Á hậu 2                          | - #08 Thái Lan - Sopida Siriwattananukoon |
| Top 10                           | - #07 Thổ Nhĩ Kỳ - Basak Buldaq - #03 Philippines - Michelle Binas - #11 Nhật Bản - Satsuki - #21 Úc - Taliah - #06 Nhật Bản - Rio Mizuno - #19 Lào - Ninlamon Phimpha - #22 Philippines - Francine Garcia |

## Các giải thưởng đặc biệt
| Giải thưởng                    | Thí sinh                                  |
| ------------------------------ | ----------------------------------------- |
| Trang phục Dân tộc đẹp nhất    | - #09 Úc – Sofiya Iya                     |
| Hoa hậu Ảnh                    | - #11 Nhật Bản – Satsuki                  |
| Trang phục Dạ hội đẹp nhất     | - #12 Ý – Nicole Fontenelli               |
| Hoa hậu Tài năng               | - #21 Úc – Taliah                         |
| Hoa hậu Thân thiện AirAsia     | - #27 Peru – Dayana Valenzuela            |
| Video giới thiệu phổ biến nhất | - #22 Philippines – Francine Garcia       |
| Miss Ripley's Popular Vote     | - #08 Thái Lan - Sopida Siriwattananukoon |

### Hoa hậu Tài năng
| Kết quả     | Thí sinh                     |
| ----------- | ---------------------------- |
| Chiến thắng | - #21 Úc – Taliah            |
| Á hậu 1     | - #09 Úc – Sofiya Iya        |
| Á hậu 2     | - #19 Lào - Ninlamon Phimpha |

## Thí sinh tham gia
Cuộc thi có 26 thí sinh tham gia:
| Số báo danh | Quốc gia    | Thí sinh                 |
| ----------- | ----------- | ------------------------ |
| 01          | Mexico      | Miranda Lambardo         |
| 02          | Bỉ          | Andrea Van Brugghe       |
| 03          | Philippines | Michelle Binas           |
| 04          | Pháp        | Brittanie                |
| 05          | Hoa Kỳ      | Adriana Mallea           |
| 06          | Nhật Bản    | Rio Mizuno               |
| 07          | Thổ Nhĩ Kỳ  | Basak Buldaq             |
| 08          | Thái Lan    | Sopida Siriwattananukoon |
| 09          | Úc          | Sofiya Iya               |
| 10          | Lào         | Inleusa Semkam           |
| 11          | Nhật Bản    | Satsuki                  |
| 12          | Ý           | Nicole Fontanelli        |
| 13          | Malaysia    | Catherina Chandran       |
| 14          | Philippines | Trixie Maristela         |
| 15          | Thổ Nhĩ Kỳ  | Zuzi Narin               |
| 16          | Mexico      | Brenda Contreras         |
| 18          | Myanmar     | Nan Htet Htet Moon       |
| 19          | Lào         | Ninlamon Phimpha         |
| 20          | Brazil      | Valesca Dominik Ferraz   |
| 21          | Úc          | Taliah                   |
| 22          | Philippines | Francine Garcia          |
| 23          | Nhật Bản    | Sora Sakuragi            |
| 24          | Malaysia    | Nur Hendra Ikram         |
| 25          | Mauritius   | Anthea Diane             |
| 27          | Peru        | Dayana Valenzuela        |